# Čtvrtá internacionála

Emblém 4. Internacionály

Čtvrtá internacionála, nazývaná také trockistická internacionála, byla založena roku 1938 ruským revolucionářem Lvem Trockým a sdružuje trockistické a jiné nestalinistické komunistické strany, organizace a skupiny. Její název má zdůraznit, že si po trockisty vnímaném ztroskotání politiky Třetí Internacionály (Kominterny) dělá nárok pokračovat v tradici revolučního marxistického křídla mezinárodního dělnického hnutí. Zároveň v minulosti vícekrát došlo k odštěpení (a částečně opět sloučení) různých skupin a skupinek, které si všechny dělaly nárok jít ve šlépějích původní Internacionály, založené Trockým.

## Pozadí vzniku internacionály
Čtvrtá internacionála je ideologickým a organizačním pokračování roku 1930 Trockým v exilu založené Mezinárodní levé opozice (resp. Mezinárodní komunistické ligy od roku 1933), která navazovala na Levou opozici, potlačenou 1927 v Rusku. Mezinárodní levá opozice, která měla být jakýmsi opozičním sdružením uvnitř Kominterny, se soustřeďovala na diskuse o koncepcích dalšího rozvoje Ruska, zejména o sílící byrokratizaci a stalinizaci, o vývoji revoluce v Číně, o vzrůstajícím nacismu v Německu a o občanské válce ve Španělsku. Její vliv byl však malý a její členové byli rychle z Kominterny a jejích sekcí vyloučeni. Stále více bylo zřejmé, že stalinismus se nezhroutí v důsledku své zdiskreditovanosti a že jakákoliv spolupráce s Kominternou a v ní zastoupenými stranami nemůže vést k žádným výsledkům. [zdroj?]
Roku 1935 Trockij svůj názor radikálně mění a obrací se ve svém Otevřeném dopise pro Čtvrtou internacionálu (známému tehdy také jako Deklarace čtyř ) na své stoupence s přímou výzvou k založení nové mezinárodní organizace; proti Stalinově tezi o socialismu v jedné zemi staví vizi Socialistických spojených států Evropy.
Přípravná konference v Paříži roku 1936 přejmenovala Mezinárodní komunistickou ligu na Hnutí pro Čtvrtou Internacionálu, která byla následně roku 1938 založena. Mimo statutů, kde v preambuli bylo zdůrazněno, že nová Čtvrtá internacionála se přihlašuje ke všemu revolučnímu První, Druhé a Třetí Internacionály, sjednotila i organizačně různá již existující seskupení pod jednou střechou s jednoznačným programem, čímž dřívější Mezinárodní komunistická liga byla jen částečně . Zakládajícího kongresu, který se konal 3. září 1938 v Périgny u Paříže, se zúčastnilo 30 delegátů z 11 zemí (USA, Francie, Velká Británie, Německo, SSSR, Itálie, Brazílie, Polsko, Belgie, Holandsko a Řecko); delegáti existujících sekcí z dalších 20 zemí se nezúčastnili z důvodů finančních či bezpečnostních, z těch samých důvodů pak nepřijeli zástupci mnoha neformálních sympatizujících skupin.

## Teoretické zaměření
Tímto programovým dokumentem byl na zakládajícím kongresu přijatý tak zvaný Přechodný program. Podle Trockého zjištění došlo ke zradě cílů dělnického hnutí ze strany sociálnědemokratických a poté i komunistických stran tím, že tyto (maximální) cíle byly odsunuty kamsi do nejasné budoucnosti a pro současnou dobu pak se začaly uplatňovat minimální cíle, zaměřené v zásadě jen na udržení dosaženého. Trockistické strany se naproti tomu musí zaměřit na revoluční perspektivy, tedy na přechodné požadavky, tvořící most ze současné situace ke konečnému cíli.
Přechodný program v sobě sjednotil další teoretické prvky trockismu jako teorii permanentní revoluce na mezinárodní úrovni (na rozdíl od Stalinovy doktríny o socialismu v jedné zemi), kritiku byrokracie deformovaných (stalinistických) stran obnovil tak podle představ autorů revoluční kontinuitu a vizi dělnického hnutí.

### Trockisté a země východního bloku
Svérázné je hodnocení komunistických režimů v bývalém východním bloku, které trockisté označovali za stalinistické. Trockisté kritizovali tyto státy sice jako stalinisticky deformované, ale přece jen deformované dělnické státy, kde dělnická strana byla pouze v důsledku historického vývoje jen dočasně zbavena své moci (diktatura proletariátu byla tedy nahrazena diktaturou stalinizované strany), v podstatě se ale historicky jednalo o dělnický stát, nacházející se v přechodném období; protože již bylo zrušeno soukromé vlastnictví, leží náprava ne v sociální revoluci (kde se jedná o změnu způsobu výroby a přechod moci z jedné třídy na druhou), ale v politické revoluci (výrobní způsob se nemění, pouze se přesouvá moc z jedné vrstvy na druhou vrstvu téže třídy)
Poněkud ambivalentní však byly názory na Kubánskou revoluci, která v očích většiny trockistů tak důsledné deformace nedoznala kde byl Fidel Castro mnohdy jmenován jako bojovník proti nebezpečí stalinské byrokratizace na Kubě; obdobně pozitivně viděli mnozí trockisté vývoj v Číně, kde jakkoli deformovaná kulturní revoluce byla považována za nástroj boje proti byrokracii, stejně jako i zárodečná samospráva dělnických či závodních rad v Jugoslávii.
Celkově je však nutné na druhé straně poznamenat, že trockistické hnutí se většinou postavilo za požadavky opozičních proudů a akcí, pokud bylo možno tyto interpretovat jako pokusy o další vývoj směrem k socialismu, namířené proti "nadvládě byrokratické stranické vrstvy". Povstání v NDR roku 1953, události v Maďarsku 1956 a také pražské jaro 1968 doznaly tedy podpory trockistů stejně jako i aktivity skupin jako byla Charta 77, Solidarność, různá mírová hnutí a hnutí za lidská práva apod.

## Trockistické hnutí

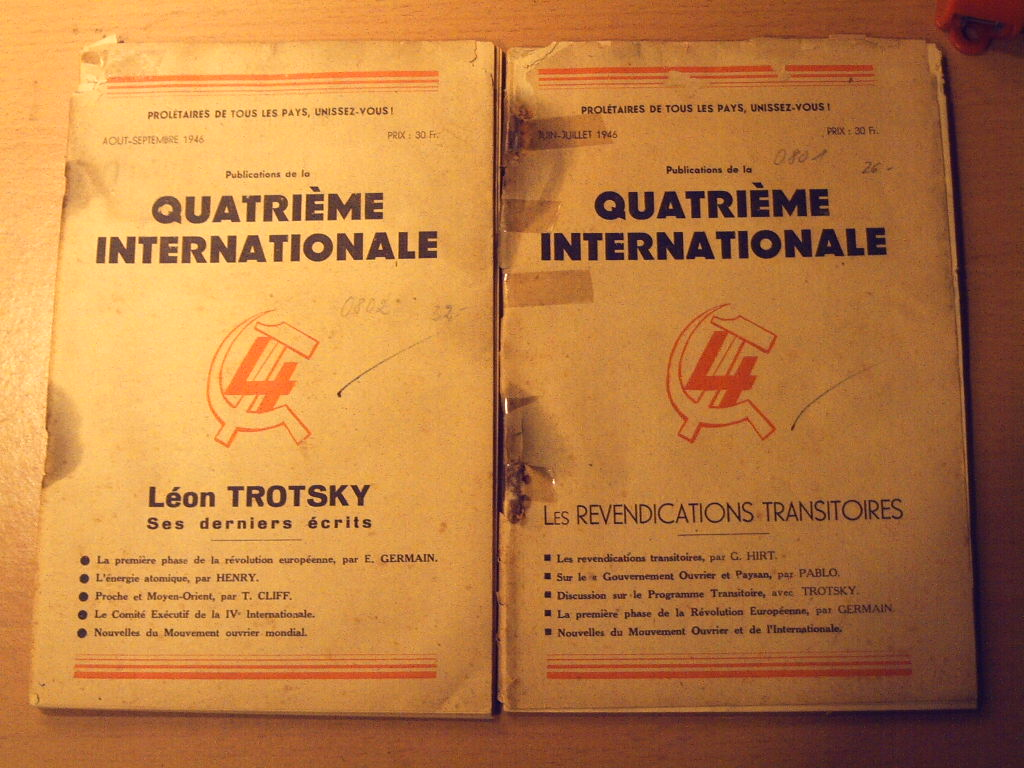
Časopis 4. internacionály z roku 1946

### Poválečný vývoj
Sekce Čtvrté internacionály, tedy strany jednotlivých zemí, zůstaly ve většině případů na úrovni malých kádrových stran. Jisté výjimky tvořily sekce v Bolívii, na Cejlonu, ve Vietnamu a částečně v Belgii.